# Ottesang
Ottesang er en betegnelse for en gudstjeneste før daggry i Romerkirken.